# Groef (album)
Groef is het achttiende studioalbum van de Nederlandse band De Dijk uitgebracht in 2017. Het album bevat reeds bestaande nummers speciaal gearrangeerd voor het theater.

## Hoes
Het artwork van de hoes is een grafisch ontwerp van bandlid Nico Arzbach en Valentin Ocheda. 

## Nummers
| Nr. | Titel                           | Schrijver(s)                                    | Duur |
| --- | ------------------------------- | ----------------------------------------------- | ---- |
| 1.  | Wat een vrouw                   | Hans van der Lubbe, Huub van der Lubbe          | 3:09 |
| 2.  | Prachtnacht                     | Huub van der Lubbe, Antonie Broek               | 3:56 |
| 3.  | Onderuit                        | Huub van der Lubbe                              | 5:41 |
| 4.  | Liefje liefje                   | Nico Arzbach, Huub van der Lubbe                | 3:51 |
| 5.  | Ik kan het niet alleen          | Nico Arzbach, Antonie Broek, Huub van der Lubbe | 4:30 |
| 6.  | Ik heb je in mijn hoofd gehaald | Pim Kops, Huub van der Lubbe                    | 3:03 |
| 7.  | Niemand in de stad              | Nico Arzbach, Huub van der Lubbe                | 4:50 |
| 8.  | Jij bent                        | Pim Kops, Huub van der Lubbe                    | 4:30 |
| 9.  | Mooier dan een vrouw            | Nico Arzbach, Antonie Broek, Huub van der Lubbe | 4:25 |
| 10. | Geloofde lente                  | Nico Arzbach, Huub van der Lubbe                | 3:22 |
| 11. | De zon gaat op voor niks        | Pim Kops, Huub van der Lubbe                    | 2:56 |
| 12. | Laaiend vuur                    | Huub van der Lubbe, Antonie Broek               | 4:03 |
| 13. | De onbedrinkbare dorst          | Antonie Broek, Huub van der Lubbe               | 3:23 |
| 14. | Melkboer met de blues           | Hans van der Lubbe, Huub van der Lubbe          | 4:11 |
| 15. | Kan ik iets voor je doen?       | Pim Kops, Antonie Broek, Huub van der Lubbe     | 3:27 |
| 16. | Nergens goed voor               | Pim Kops, Huub van der Lubbe                    | 4:35 |
| 17. | Hou me vast                     | Pim Kops, Antonie Broek, Huub van der Lubbe     | 4:57 |